# Wass család

A cegei és szentegyedi nemes és gróf Wass család az egyik legrégebbi eredetű erdélyi magyar család.

## Története
A családfa a XIII. századig vezethető vissza, első ősüknek Lób vitézt és testvérét, Tamást tartják. A testvérpár a görögök ellen harcolt, érdemeikért Doboka vármegye 9 falujának birtokát kapták adományul. Ezt az adományt 1230-ban IV. Béla király meg is erősítette. Az említett Lóbnak Emich nevű fiától származott tovább a család. Unokája, Miklós, csicsói várnagy volt a XIV. században, ő már Wassnak írta nevét. Ő kapta a cegei birtokot királyi adományként, ahonnan aztán egyik előnevét is vette. Négy fia közül Pálnak voltak csak utódai. Egy később élt családtag, György, Kolozs vármegye főispánja volt a XVI. században. Ennek a Györgynek egyik ükunokája, Dániel dobokai főispán kapta a grófi címet 1744. november 13-án Mária Teréziától. A családból több jelentős író és költő is kikerült, de köztisztviselők és politikusok is akadnak közöttük. A családtagok a második világháború eseményei után az Egyesült Államokba vándoroltak ki, ahol ma is élnek leszármazottaik, egyesek pedig Németország északi részén élnek.

## Jelentősebb családtagok
- Wass Albert (1908–1998) író, költő, politikus
- Wass Béla (1853–1936) politikus, főispán, az Erdélyi Bank elnöke
- Wass György (1877–1929) költő, író, újságíró
- Wass Ottília (1829–1917) költőnő
- Wass Sámuel (1814–1879) közgazdász, politikus, az MTA levelező tagja